# Mission Bend
Mission Bend é uma Região censo-designada localizada no estado norte-americano do Texas, no Condado de Fort Bend e Condado de Harris.

## Demografia
Segundo o censo norte-americano de 2000, a sua população era de 30.831 habitantes.

## Geografia
De acordo com o United States Census Bureau tem uma área de 13,6 km², dos quais 13,5 km² cobertos por terra e 0,1 km² cobertos por água.

## Localidades na vizinhança
O diagrama seguinte representa as localidades num raio de 12 km ao redor de Mission Bend.